# Museo Baccarat (París)
El Musée Baccarat es un museo que expone en París una selección de piezas fabricadas por la cristalería Baccarat, en Lorraine.
Está situado en el número 11 de la plaza de los Estados Unidos, en el XVI Distrito de París, en el antiguo hôtel particulier de Marie-Laure de Noailles, que fue remodelado por Philippe Starck en 2003.
Antes de su instalación en esta dirección 2003 el musée Baccarat se encontraba en los números 30 y 30bis de la rue de Paradis en el X Distrito de París, en los locales de un antiguo almacén y taller de bronces de la casa Baccarat.

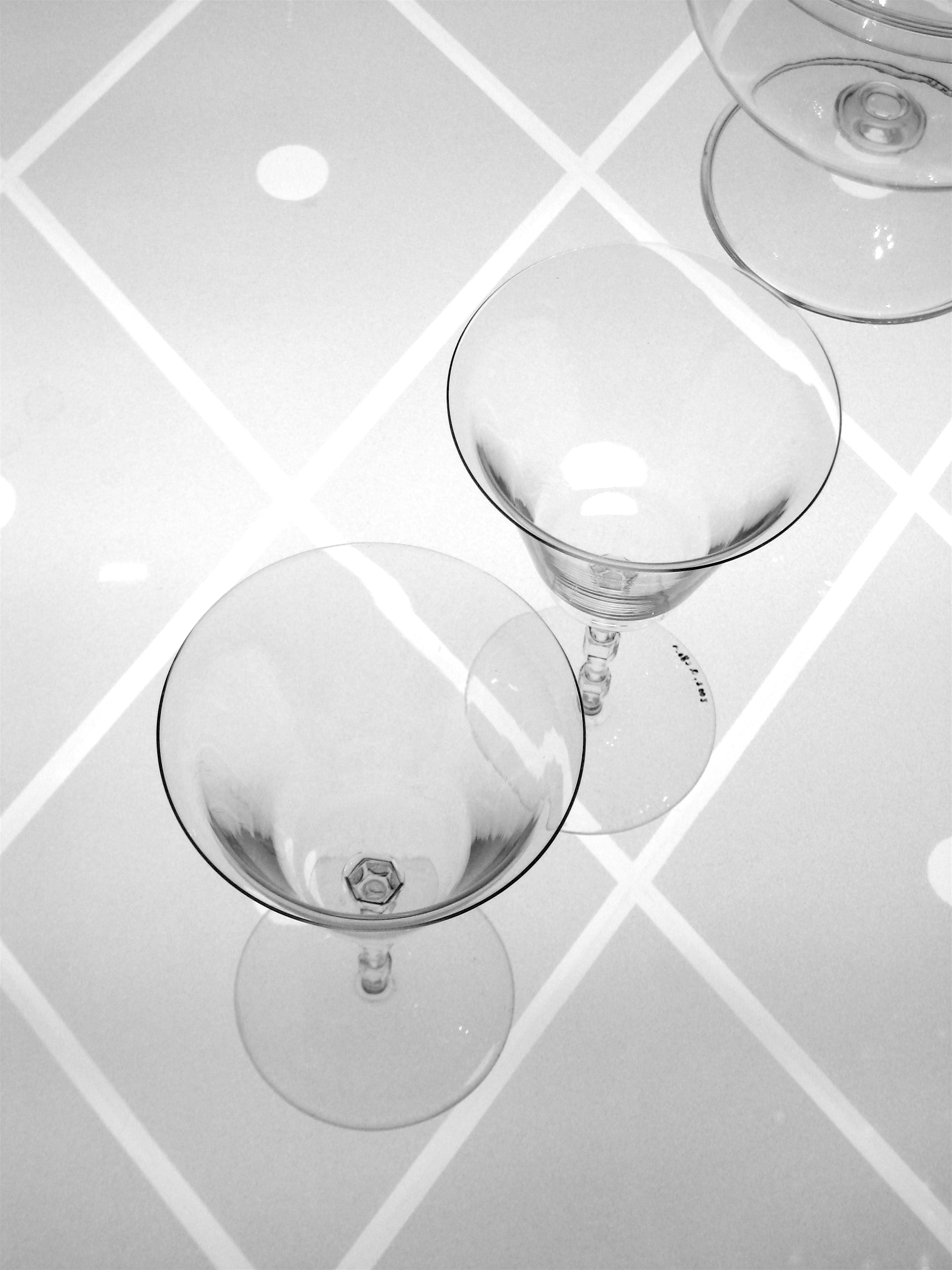
Copasen cristal Baccarat
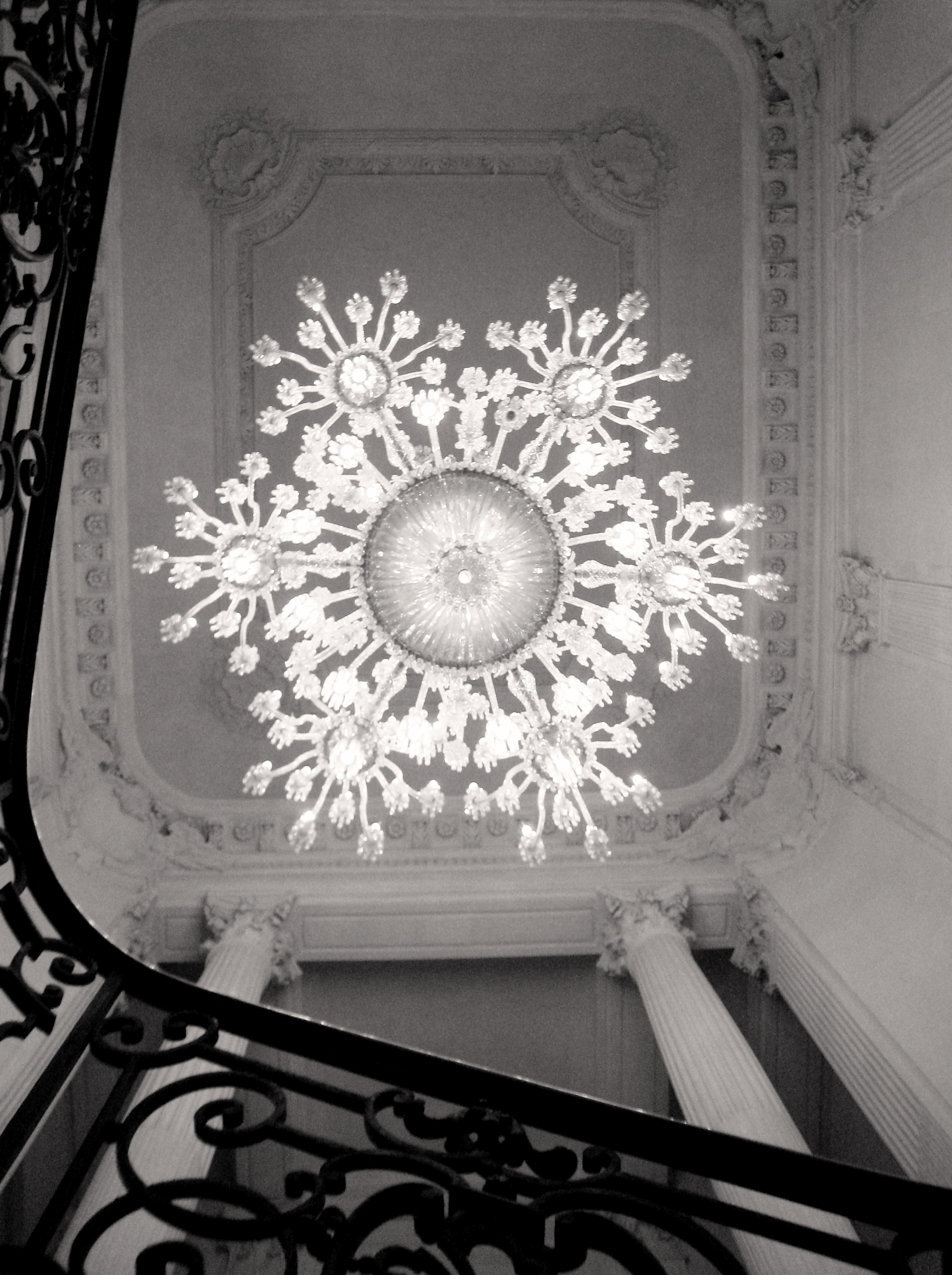
Lámpara en cristal Baccarat de la gran escalera.